# الحزب الجمهوري المغاربي
الحزب الجمهوري المغاربي (الحزب الليبرالي المغاربي سابقا) حزب تونسي وسطي تحرري اجتماعي  تحصل على تأشيرة ممارسة نشاطه في 22 مارس 2011. أسسه محمد بوعبدلي. يملك الحزب مقعدا واحدا في المجلس الوطني التأسيسي: كريم بوعبدلي عن دائرة أريانة.

## أعضاء المكتب السياسي للحزب
- محمد البصيري بوعبدلي: الرئيس المؤسس
- ابتسام النصيري مزوار: نائبة الرئيس
- كريم بوعبدلي: أمين مال
- نزيه الزغل: أمين عام
- رضا التركي الصنكلي: كاتب عام مساعد مكلف بالشؤون الاقتصادية والمالية
- نبيل فقيّر: كاتب عام مساعد مكلف بالتربية والتكوين
- كريم شعير:الناطق الرسمي
- وائل الدرويش: كاتب عام مساعد مكلف بالتنسيق والإرساء وحياة الهياكل

جمال الزعايبي :كاتب عام مساعد مكلف بالأمن

## البرنامج المجتمعي
إنّ تونس التي نريدها دولة ديمقراطيّة تنعم بالاستقرار وتحترم حقوق الإنسان وتضمن المساواة بيْن المواطنين في الحقوق والواجبات.
ويجب أن يعيش التونسيّون في جوّ أمن وفي محيط آمن تنظّمه قواعد القانون وتتكرّس فيه المساواة بين الرجال والنساء.
وينبغي أن ترفع الدولة في تونس رأسمالها الاجتماعي إلى أعلى الدرجات وتُثمّن تضامنَ شعبها وتلاحم نسيجه المجتمعي بما يجعل تونس وفيّة لثقافتها العربيّة الإسلاميّة ولقيمها الإنسانيّة ولتقاليدها في التسامح المستمدّة من سماحة دينها الإسلامي الحنيف... وينبغي أن تكون تونس دولة تقدّميّة تثمّن علاقات الصّداقة مع شعوب العالم.
وعلى الحكومة التونسيّة المنشودة أن تكون متفتّحة على العالم ومنفتحة لجميع طاقات أبنائها وبناتها - من كلّ الأجيال والفئات والجهات - وأن تكون شفافة ومسؤولة وناجعة في توفير الخدمات الأساسيّة لمواطنيها وفي تهيئة المناخ الملائم لتفتّح طاقات القطاع الخاصّ وتشجيع المبادرة الحرّة.
وإنّ الموارد البشريّة في تونس هي المحرّك الأساسي للتنمية الوطنيّة والدّعامة الأساسيّة لأيّ تقدّم. ولكي يتحقق انفتاح الاقتصاد التونسي على الأسواق الخارجيّة وتتوفر لمنتوجاته القيمة المضافة العالية والقدرة التنافسيّة اللاّزمة، على المدى المتوسّط والبعيد، يجب أن يصبح اقتصادًا مؤسّسًا على المعرفة : ولهذا فإنّ الحزب اللّيبرالي المغاربي يعتبر أنّ تحدّي التعليم والتكوين إنّما هو الاستثمار في المعرفة والرّهان على الذكاء.

## مواقفه
استنكر الحزب الليبرالي المغاربي الأحداث التي جدت بكلية الآداب بمنوبة وطالب بحماية الجامعة التونسية من كل اشكال التطرف الديني والايديولوجي